# Nymula mycone
Nymula mycone är en fjärilsart som beskrevs av William Chapman Hewitson 1865. Nymula mycone ingår i släktet Nymula och familjen Riodinidae. Inga underarter finns listade i Catalogue of Life.